# Radomir Antić
Radomir Antić (en cirílico: Радомир Антић, Žitište, 22 de noviembre de 1948-Madrid, 6 de abril de 2020) fue un futbolista y entrenador serbio que colaboró también como comentarista de medios radiofónicos. Como futbolista jugaba de defensa. Su primer equipo fue el Sloboda Užice y la mayor parte de su carrera transcurrió en el Partizán de Belgrado.
Su trabajo como entrenador estuvo muy ligado especialmente al fútbol español. Fue el único técnico que llegó a dirigir al Real Madrid, al F. C. Barcelona y al Atlético de Madrid. Con este último consiguió una Liga y una Copa del Rey. Dirigió durante dos años (2008-2010) a la selección de fútbol de Serbia. Su último equipo fue el Hebei Zhongji en 2015. 

## Trayectoria

### Jugador
Empezó jugando en un equipo de su país, el Sloboda Uzice. Más tarde fichó por el Partizan de Belgrado, equipo con el que disputó siete temporadas. En su última temporada en el equipo (1975-76) se proclamó campeón de la Liga yugoslava de fútbol.
En 1977 se marchó a jugar a Turquía, en el Fenerbahçe SK, con el que se proclamó campeón de Liga.
Continuó su carrera deportiva en España. En 1978 debutó en la Primera División con el Real Zaragoza. Su primer partido tuvo lugar el 10 de septiembre de 1978 en el partido Real Zaragoza 2:1 Real Club Celta de Vigo, en el que Antić marcó el segundo gol de su equipo.
Con el Real Zaragoza jugó dos temporadas, disputando 58 partidos de Liga en los que marcó siete goles.
En 1980 empezó a jugar en Inglaterra, en el Luton Town. En este equipo permaneció hasta 1984, año en el que se retiró como futbolista tras salvar al equipo del descenso a Segunda División.

### Entrenador
Partizán de Belgrado
En 1985 empezó su carrera como entrenador. Comenzó en el Partizán de Belgrado, donde ganó dos Ligas en sus dos primeras temporadas. Permaneció en el club hasta 1988.
Real Zaragoza
Ese año regresó al Real Zaragoza, pero esta vez para dirigir al equipo aragonés. Su debut como entrenador en la liga española de fútbol se produjo el 4 de septiembre de 1988 en el partido Zaragoza 0 - 0 Valencia. En su primera temporada dejó al conjunto maño en la quinta posición del campeonato de Liga, lo que supuso la clasificación para la Copa de la UEFA. Sin embargo, un año después, tuvo que conformarse con la 9.ª posición de la tabla.
Real Madrid
En la segunda parte de la temporada 90-91, fichó por el Real Madrid para sustituir en el banquillo a Alfredo Di Stéfano. Consiguió buenos resultados, ya que el equipo remontó posiciones y finalizó tercero. En la temporada siguiente (1991-92), fue destituido al terminar la primera vuelta por el mal juego del equipo, pese a que el Real Madrid era líder del campeonato de Liga.
Real Oviedo
En la jornada 13 de la temporada 92-93, el Real Oviedo destituyó a Javier Irureta y se hizo con los servicios de Radomir Antić. Permaneció en el banquillo en esa y las dos siguientes temporadas, llevando en ambas al conjunto asturiano al 9.º puesto de la Liga.
Atlético de Madrid
En 1995, Jesús Gil lo fichó para entrenar al Atlético de Madrid. Uno de los presidentes más exigentes de España en lo que al entrenador se refiere le dio una oportunidad, no sin polémica ya que intentó como pudo llevarse al Atlético al central ruso Víktor Onopko (en aquel momento considerado uno de los mejores centrales de Europa), que ya tenía contrato firmado con el Real Oviedo. Después de un largo litigio, la FIFA le dio la razón al club azul y Antic se quedó sin su objetivo. A pesar de este comienzo, fue la mejor época de Antić, ya que ganó la Liga y la Copa del Rey en su primera temporada al frente del equipo rojiblanco (temporada 1995-96).
Permaneció en el club rojiblanco hasta 1998, aunque a mitad de la temporada siguiente volvió a ser contratado hasta junio para asegurar la permanencia. Un año después (99-00) fue nuevamente requerido en la jornada 27 con la meta de salvar al equipo colchonero del descenso, objetivo que no consiguió, y fue destituido al término de la temporada. En total dirigió al conjunto rojiblanco en cinco temporadas, dos de ellas incompletas.
Regreso al Real Oviedo
En la temporada 00-01 entrenó de nuevo al Real Oviedo, equipo con el que no tuvo fortuna, ya que descendió a Segunda División y el club lo despidió.
F. C. Barcelona
En enero de 2003, fichó por el F. C. Barcelona para sustituir a Louis van Gaal en el banquillo hasta acabar la temporada 2002-03. Antić se hizo cargo del equipo tras la 20.ª jornada, cuando se encontraba a tres puntos del descenso. Esa temporada consiguió clasificar al conjunto catalán para disputar la Copa de la UEFA (acabó sexto en la Liga) y fue eliminado en cuartos de final de la Liga de Campeones. El buen rendimiento del elenco azulgrana en la segunda parte de la temporada provocó que la junta presidencial saliente le ofreciese un contrato para entrenar al Barcelona la siguiente temporada, supeditado a la decisión de la nueva junta entrante. Aunque algunos candidatos a la presidencia sostenían que Antić sería el entrenador de sus proyectos, tras la victoria de Joan Laporta se decidió no hacer efectivo el contrato de renovación del entrenador serbio, terminando así su etapa en el F. C. Barcelona. En total, Antić dirigió al F. C. Barcelona en 25 partidos oficiales, de los que ganó 12, empató 8 y solo perdió 5.
Celta de Vigo
A mitad de la temporada 03-04, fichó por el Celta de Vigo para intentar salvar al equipo gallego del descenso a Segunda División, pero después de apenas dos meses en el banquillo de Balaídos, periodo en el cual solo obtuvo dos triunfos y un empate en 9 partidos de Liga y fue eliminado en octavos de final de la Liga de Campeones, dimitió de su cargo.
Selección nacional serbia
El 19 de agosto de 2008, se anunció el acuerdo de Radomir Antić con la Asociación de Fútbol de Serbia para hacerse cargo del equipo nacional de su país natal. En su trayectoria como jugador, Radomir Antić fue internacional con la selección de fútbol de Yugoslavia en cinco ocasiones.
El nombramiento se produjo en unas circunstancias controvertidas, tras el despido de Miroslav Đukić por el desastroso torneo en los JJ. OO. 2008 y la pugna pública de Đukić con el presidente de la Federación Tomislav Karadzic. La llegada de Antić a los 59 años de edad significó su vuelta a los banquillos después de 4 años. 
El 10 de octubre de 2009, llevó a la selección de Serbia a clasificarse como líder de grupo para el Mundial de Sudáfrica 2010. Sin embargo, el combinado serbio fue eliminado de este torneo en la fase de grupos; y en septiembre de 2010, la Federación Serbia anunció la destitución de Antić.
Shandong Luneng
El 26 de diciembre de 2012, el Shandong Luneng de la Superliga china anunció la contratación de Radomir Antić en sustitución del neerlandés Henk ten Cate. Pese a llevar al equipo al segundo puesto en la Super Liga China, dejó el club en diciembre de 2013.
Hebei Zhongji
En enero de 2015, firmó un contrato de tres años con el Hebei Zhongji de la segunda categoría del fútbol chino. En agosto de 2015, fue despedido y relevado por Li Tie debido a los malos resultados obtenidos (dejó al equipo sexto de la Segunda División china).

## Muerte
Falleció el 6 de abril de 2020 a los 71 años en Madrid, víctima de una pancreatitis.

## Clubes

### Como jugador
| Club                 | País       | Año       |
| -------------------- | ---------- | --------- |
| Sloboda Uzice        | Yugoslavia | 1967-1970 |
| FK Partizan Belgrado | Yugoslavia | 1970-1977 |
| Fenerbahçe SK        | Turquía    | 1977-1978 |
| Real Zaragoza        | España     | 1978-1980 |
| Luton Town           | Inglaterra | 1980-1984 |

### Como entrenador
| Club                         | País                         | Año       |
| ---------------------------- | ---------------------------- | --------- |
| FK Partizan Belgrado         | Yugoslavia                   | 1985-1988 |
| Real Zaragoza                | España                       | 1988-1990 |
| Real Madrid Club de Fútbol   | España                       | 1990-1992 |
| Real Oviedo                  | España                       | 1992-1995 |
| Atlético de Madrid           | España                       | 1995-1998 |
| Atlético de Madrid           | España                       | 1999      |
| Real Oviedo                  | España                       | 2000-2001 |
| Fútbol Club Barcelona        | España                       | 2003      |
| Real Club Celta de Vigo      | España                       | 2004      |
| Selección nacional de Serbia | Selección nacional de Serbia | 2008-2010 |
| Shandong Luneng              | China                        | 2013      |
| Hebei Zhongji                | China                        | 2015      |

## Títulos
Como jugador
- 1 Liga yugoslava: 1975/76 (Partizan de Belgrado)
- 1 Liga turca: 1977/78 (Fenerbahçe SK)

Como entrenador
- 2 Ligas yugoslavas: 1985/86 y 1986/87 (Partizan de Belgrado)
- 1 Liga española: 1995/96 (Atlético de Madrid)
- 1 Copa del Rey (España): 1996 (Atlético de Madrid)

Premios individuales
- Premio Don Balón al mejor entrenador: 1996.